# Czepiakowate
Czepiakowate (Atelidae) – rodzina nadrzewnych ssaków naczelnych z infrarzędu małpokształtnych (Simiiformes) obejmująca czepiaki i wyjce – największe i najgłośniejsze małpy Nowego Świata, dawniej włączane do rodziny płaksowatych.

## Zasięg występowania
Czepiakowate zamieszkują Amerykę Południową i Środkową – od Meksyku po północną Argentynę. Zasiedlają lasy różnych typów, głównie gęste lasy pierwotne, ale występują również w młodszych i rzadszych formacjach leśnych.

## Charakterystyka
Osiągają długość ciała od 38 do ponad 90 cm. Masa ciała największych gatunków osiąga  15 kg. Chwytny i długi ogon ma 50–90 cm długości i jest aktywnie wykorzystywany jako piąta kończyna, do przytrzymywania się gałęzi. Ubarwienie od płowożółtego, przez szare do czarnego. Kończyny wielu gatunków są bardzo długie.
Niektóre gatunki czepiakowatych poruszają się wśród koron drzew metodą brachiacji. Żyją w stadach. Prowadzą dzienny tryb życia. Dużo czasu przeznaczają na odpoczynek. Przebywają niemal wyłącznie w koronach drzew, sporadycznie obserwowano osobniki schodzące na ziemię. Żywią się różnymi częściami roślin, głównie owocami, oraz owadami. Wyjce znane są z sygnalizowania swojej obecności głośnym wyciem.
Po ok. 7-miesięcznej ciąży samica rodzi jedno, rzadziej dwa młode. Młodymi opiekuje się matka – dotychczas nie stwierdzono, by samce uczestniczyły w wychowie młodych. Czepiakowate żyją średnio 16–20 lat w warunkach naturalnych, ok. 25 lat w niewoli, a wiek najstarszego z obserwowanych osobników wynosił 48 lat.

## Systematyka
Czepiakowate zaliczane były wcześniej w randze podrodziny Atelinae do rodziny płaksowatych (Cebidae). W wyniku rewizji systematyki przeprowadzonej na podstawie wyników badań molekularnych oraz ponownego zbadania eksponatów muzealnych zaklasyfikowane zostały wraz z Alouattinae, do której zaliczane są wyjce, jako odrębna rodzina Atelidae. Do rodziny należą następujące podrodziny:
- Alouattinae Trouessart, 1897 – wyjce
- Atelinae J.E. Gray, 1825 – czepiaki